# Volker H. W. Schüler
Volker Hans Werner Schüler (* 1939 in Köln) ist ein deutscher Historiker und Heimatkundler, Buchautor, Publizist und Verleger. Zuvor war er Journalist und Rundfunkredakteur. Schwerpunkt seiner Tätigkeit ist die neuere Geschichte des Rhein-Erft-Kreises sowie des weiteren Erft- und Rheinlandes.

## Leben und Wirken
Nach der Schulzeit studierte Schüler an den Universitäten in Göttingen und Tübingen. Er begann zunächst ein Medizinstudium, wechselte dann aber ins geisteswissenschaftliche Fach und absolvierte in Geschichte, Publizistik und Theaterwissenschaften. Seit 1960 ist er Mitglied des Corps Rhenania Tübingen.
Nach dem Studium folgte eine langjährige Berufstätigkeit als Journalist, Nachrichtenredakteur und zuletzt als Chef vom Dienst beim Hörfunk, zunächst ab Ende der 1960er Jahre bei der Deutschen Welle, ab 1970 beim Deutschlandfunk in Köln.
Nachdem er 1997 in den Vorruhestand getreten war, konzentrierte sich Schüler verstärkt auf seine Tätigkeit als Heimatforscher und freiberuflicher Schriftsteller. Basierend auf eigenen Recherchen in den Bibliotheken und Archiven der Region erstellte Schüler eine Vielzahl von Publikationen, darunter sowohl Monografien als auch Artikel in Fachzeitschriften (siehe auch Abschnitt Literatur unten). Inhaltliche Schwerpunkte der Arbeit bildete die neuere Geschichte des Erftlandes mit der Aufarbeitung der NS-Vergangenheit, die Industriegeschichte des Rheinischen Braunkohlereviers, der Ausbau der Eisenbahn- und Kanalstreckennetze um Köln, sowie die zahlreichen historischen Mühlen der Region. Für seine Forschung arbeitete Schüler eng mit den Archiven im Rhein-Erft-Kreis und dem Firmenarchiv der RWE Power (vormals Rheinbraun) zusammen. Neben Sachbüchern gab Schüler auch eine überarbeitete und ergänzte Auflage eines Kriminalromans des Autors Hans Blum aus dem Jahr 1904 mit regionalem Bezug neu heraus.
Um einige seiner Bücher zu publizieren, wurde Schüler auch als Verleger tätig und gründete den Eigenverlag Documenta Berchemensis Historica (DBH). Als Teil der gleichnamigen Buchreihe erschienen in Schülers Verlag auch Werke anderer Heimatkundler der Region.
Ergänzend zu seiner Tätigkeit als Heimatforscher und Autor engagierte sich Schüler ehrenamtlich in verschiedenen heimatkundlichen und denkmalpflegerischen Organisationen.

## Ehrungen
Für sein ehrenamtliches Engagement und seine Verdienste als Heimatforscher wurde Schüler 2003 mit dem Rheinlandtaler des Landschaftsverbandes Rheinland ausgezeichnet.
Im Jahr 2014 bekam Schüler die Verdienstmedaille des Verdienstordens der Bundesrepublik Deutschland verliehen.